# Willem-Alexander của Hà Lan
Willem-Alexander của Hà Lan (phát âm [ˈʋɪləm ɑlɛˈksɑndər]; Willem-Alexander Claus George Ferdinand; sinh ngày 27 tháng 4 năm 1967). Là vua của Hà Lan từ năm 2013. Ông là con trai trưởng của Beatrix của Hà Lan và Klaus xứ Amsberg. Từ năm 1980 ông là người thừa kế đương nhiên ngôi vua Vương quốc Hà Lan. Ông cũng là người đứng đầu dòng họ Amsberg kể từ cái chết của cha mình vào năm 2002. Ông đã phục vụ quân ngũ và ông học lịch sử tại Đại học Leiden. Willem-Alexander hiện đang quan tâm đến vấn đề quản lý đất nước và thể thao. Ông kết hôn với Công nương Máxima vào năm 2002. Họ có ba con gái là Catharina-Amalia của Hà Lan (sinh 2003), Vương nữ Alexia (sinh 2005), và Vương nữ Ariane (sinh năm 2007).

## Thời trẻ

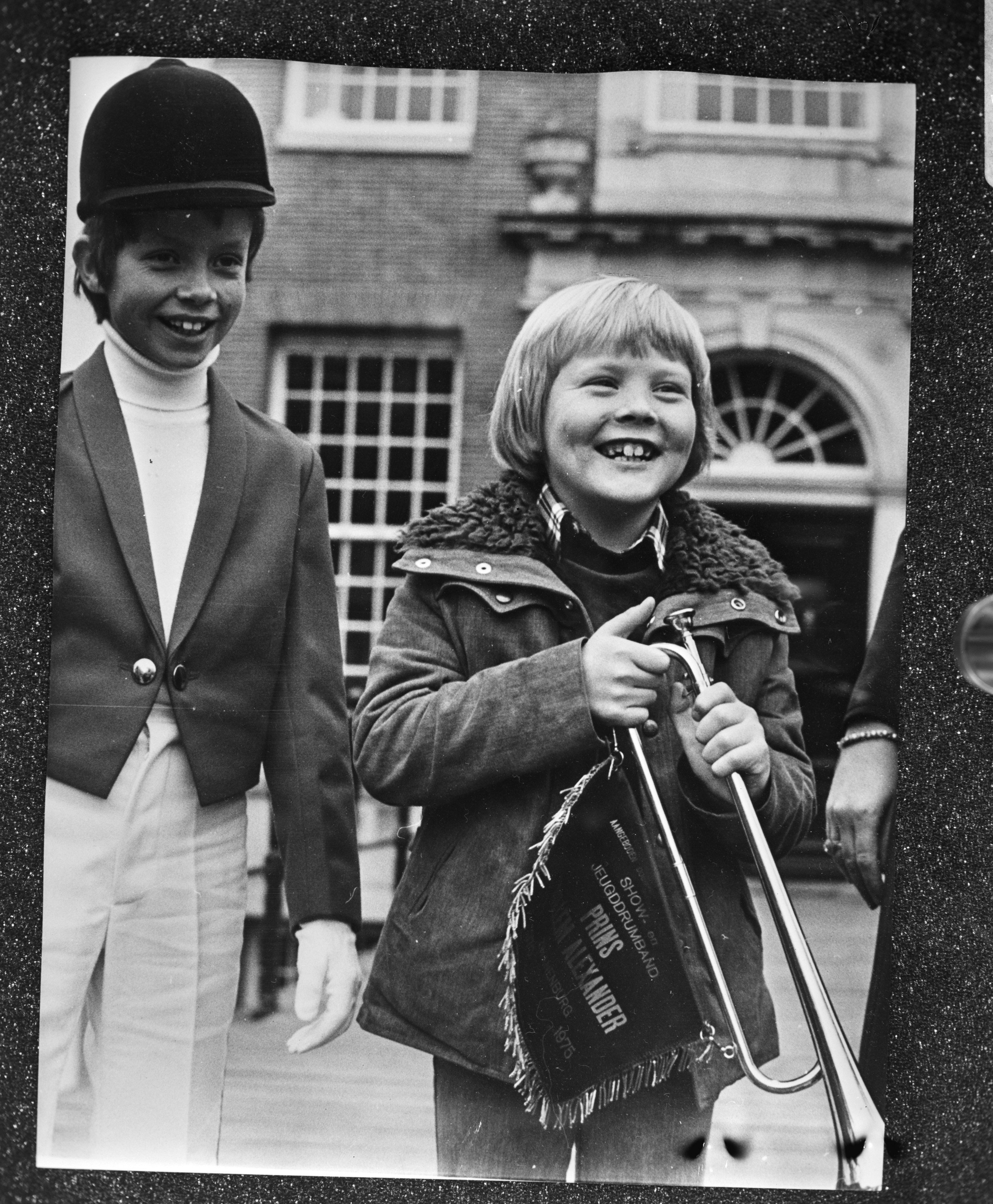
Willem-Alexander (bên phải) năm 8 tuổi

Vương tử Willem-Alexander sinh ngày 27 tháng 4 năm 1967 tại Trung tâm y tế Đại học Utrecht, Hà Lan. Ông là người con đầu tiên của Vương nữ Beatrix (sau là Beatrix của Hà Lan) và Klaus xứ Amsberg (sau là Vương tế Klaus), và là đứa cháu đầu tiên của Juliana của Hà Lan và Bernhard xứ Lippe-Biesterfeld. Từ khi sinh ra Willem-Alexander có danh hiệu Hoàng tử Hà Lan (tiếng Hà Lan: Prins der Nederlanden), Vương tử Oranje-Nassau (tiếng Hà Lan: Prins van Oranje-Nassau), và Jonkheer của Amsberg (tiếng Hà Lan: Van Jonkheer Amsberg). Ông được rửa tội như là một thành viên của Giáo hội Cải cách Hà Lan vào ngày 2 tháng 9 nămn 1967 trong Giáo hội Thánh Jacob ở Den Haag cha mẹ đỡ đầu của ông là Hoàng thân Bernhard của Lippe-Biesterfeld, Hoàng tử Ferdinand von Bismarck, Thủ tướng Jelle Zijlstra, và Nữ vương Margrethe II của Đan Mạch.
Ông có hai em trai: Vương tử Friso (1968-2013) và Vương tử Constantijn của Hà Lan, sinh năm 1969. Ông sống với gia đình của mình tại lâu đài Drakesteijn trong thôn Lage Vuursche gần Baarn từ khi sinh ra cho đến năm 1981, khi họ chuyển đến mười lớn hơn cung điện Huis Bosch tại The Hague. Mẹ của ông đã trở thành Nữ hoàng Beatrix của Hà Lan vào năm 1980, sau khi bà ngoại Juliana thoái vị. Ông sau đó đã nhận được tước hiệu Hoàng thân Orange. Ngày 30 tháng 4 năm 2013 ông lên ngôi quốc vương của Vương quốc Hà Lan, bao gồm các quốc gia tự trị Hà Lan, Aruba, Curaçao và Sint Maarten.
Năm 2007, Willem - Alexander và Vương phi Máxima đã mua một căn biệt thự nghỉ dưỡng sang trọng tại Mozambique.

## Hôn nhân và Gia đình
Ngày 2 tháng 2 năm 2002, ông kết hôn với Máxima Zorreguieta Cerruti tại Nieuwe Kerk ở Amsterdam. Cuộc hôn nhân gây ra tranh cãi vì cha của Máxima từng là một chính trị gia trong dưới thời cầm quyền của cựu tổng thống Argentina từ năm 1976-1981, một nhà độc tài quân sự gây ra nhiều hành động tàn bạo cho hơn 20.000 người dân tại Argentina. Một năm sau họ có ba cô con gái là Catharina-Amalia của Hà Lan (sinh 2003), Alexia (sinh 2005), và Ariane (sinh năm 2007).

## Tước vị
- 27 tháng 4 năm 1967 – 30 tháng 4 năm 1980: His Royal Highness Vương tôn Willem-Alexander của Hà Lan, Thân vương xứ Oranje, Jonkheer của Amsberg Điện hạ
- 30 tháng 4 năm 1980 – ngày 30 tháng 4 năm 2013: His Royal Highness Thân vương xứ Oranje Điện hạ
- 30 tháng 4 năm 2013 – nay: Quốc vương Bệ hạ